# Croton tsiampiensis
Espèce
Croton tsiampiensis est une espèce de plantes à fleurs du genre Croton et de la famille des Euphorbiaceae, présente à l'ouest de Madagascar.